# Frankenstein
Frankenstein ou o Prometeu Moderno (Frankenstein: or the Modern Prometheus, no original em inglês), mais conhecido simplesmente por Frankenstein, é um romance de terror gótico com inspirações do movimento romântico, de autoria de Mary Shelley, escritora britânica nascida em Londres. O livro é frequentemente considerado a primeira obra de ficção científica da história, embora este ainda seja um debate aberto. O romance relata a história de Victor Frankenstein, um estudante de ciências naturais que constrói um monstro. Mary Shelley escreveu a história quando tinha apenas 19 anos, entre 1816 e 1817, e a obra foi primeiramente publicada em 1818, sem crédito para a autora na primeira edição. Atualmente costuma-se considerar a versão revisada da terceira edição do livro, publicada em 1831, como a definitiva.
Shelley viajou pela Europa em 1815, seguindo o curso do rio Reno, na Alemanha, e parando em Gernsheim, a 17 quilômetros do Castelo de Frankenstein, onde, cerca de um século antes, o alquimista Johann Konrad Dippel havia realizado experimentos. Em seguida, ela seguiu para a região de Genebra, na Suíça, onde boa parte da história se passa. Galvanismo e ideias ocultistas eram temas de conversa entre seus companheiros, especialmente para seu amante e futuro marido, Percy Bysshe Shelley.
Em 1816, Mary, Percy, John Polidori e Lord Byron participaram de uma competição para ver quem escreveria a melhor história de terror. Após alguns dias de reflexão, Shelley foi inspirada a escrever Frankenstein ao imaginar um cientista que cria a vida e se horroriza com aquilo que criou.
Frankenstein é uma das obras mais conhecidas da literatura inglesa. Combinando elementos do romance gótico e do movimento romântico, teve grande influência na literatura e na cultura popular ocidental, dando origem a um verdadeiro gênero de histórias de horror, filmes e peças de teatro. Desde a publicação do romance, o nome Frankenstein tem sido frequentemente usado para se referir ao monstro. O aclamado autor de literatura de terror Stephen King considerou Frankenstein um dos três grandes clássicos do gênero, sendo os outros dois Drácula e Strange Case of Dr Jekyll and Mr Hyde. A obra está em domínio público e está disponível gratuitamente na internet em língua inglesa.

## Enredo
O romance é narrado através de cartas escritas pelo capitão Robert Walton à sua irmã enquanto ele está ao comando de uma expedição náutica que busca achar uma passagem para o Polo Norte. Quando o seu navio fica preso no gelo, a tripulação avista a criatura de Victor Frankenstein viajando em um trenó puxado por cães. A seguir, o mar se agita, liberando o navio, e em uma balsa de gelo avistam o moribundo doutor Victor Frankenstein. Ao ser recolhido, Frankenstein passa a narrar sua história ao capitão Walton, que a reproduz nas cartas à irmã. A história do capitão Walton é chamada de narrativa moldura (às vezes também narrativa quadro), onde uma história contém outra.
Victor Frankenstein começa contando de sua infância em Genebra como filho de um aristocrata suíço e adolescência como estudante autodidata dedicado e talentoso. Neste ponto, ele apresenta Elizabeth, criada como irmã adotiva, e Henry Clerval, seu amigo para a vida toda. Frankenstein se interessa pelas ciências naturais e acaba estudando livros de mestres alquimistas, especialmente Cornélio Agripa, Paracelso e Albertus Magnus até os 17 anos de idade, quando seus pais o enviam para estudar na Universidade de Ingolstadt, na Alemanha. Porém, antes da partida, sua mãe vem a falecer.
Ao chegar em Ingolstadt, o jovem Victor procura seus futuros mestres, que condenam fortemente o tempo de estudo dedicado aos mestres alquimistas, e lhe apresentam às modernas ciências naturais. Empenhado em descobrir os mistérios da criação, Victor estuda febrilmente e acaba encontrando o segredo da geração da vida, o qual se recusa a detalhar ao seu interlocutor, o capitão Walton.
Frankenstein então se dedica a criar um ser humano, sacrificando o contato com a família e a própria saúde, e, após dois anos, obtém sucesso. Porém, Victor se enoja com sua criação e a abandona, fugindo. É encontrado por seu amigo Clerval, que viera a Ingolstadt estudar. Exausto, sucumbe à febre, sendo cuidado por seu amigo pelos meses seguintes, até seu restabelecimento.
Victor Frankenstein recebe uma carta de seu pai relatando o assassinato de William, o seu irmão mais novo, e pedindo a sua volta. Ao chegar em Genebra, é informado que Justine, uma criada muito querida da casa dos Frankenstein, é acusada do crime, sendo encontrada com ela a joia que o menino levava antes de desaparecer, e que não estava junto ao cadáver. Mesmo assim Victor está convencido de que Justine é inocente, e o verdadeiro culpado é a sua criatura. As evidências contra ela, porém, são fortes e Justine é condenada à morte pelo crime e eventualmente executada. Frankenstein sente-se culpado por ter criado o monstro, mas guarda para si o segredo de sua existência.
Lutando contra o desespero, o doutor Frankenstein resolve escalar o Monte Branco. Durante a subida, é encontrado por sua criatura, que é surpreendentemente articulada e eloquente. O monstro conta sua história, narrando como fugiu do laboratório de Frankenstein para uma floresta próxima, onde aprendeu a comer frutas e vegetais, e a usar o fogo. Por conta de sua aparência repulsiva, o monstro diz que foi obrigado a esconder-se de outras pessoas, finalmente encontrando abrigo no depósito de lenha anexo à cabana de uma humilde família, formada por um pai cego e um casal de irmãos. Vivendo lá, o monstro observou através de frestas na parede a vida da família, afeiçoando-se a eles e ajudando-os em segredo. Espionando as aulas que davam à noiva árabe do irmão, aprendeu a língua e a escrita. E folheando alguns livros que encontrou, aprendeu sobre a vida e a virtude humanas. Após longo tempo vivendo escondido da família, o monstro decidiu apresentar-se. O pai da família estava sozinho e, sendo cego, não notou a aparência repugnante do monstro. Quando os filhos retornaram à casa, porém, assustam-se com o monstro e escorraçam-no para em seguida fugirem da cabana. A criatura então rebela-se contra a humanidade e, amargurada, resolve procurar seu criador, cujo diário descobrira no bolso do casaco que levou do laboratório na noite da fuga.
Ao chegar em Genebra, o monstro encontra o irmão mais novo de Victor, William, e assassina-o, incriminando depois Justine. Depois de terminar sua narração, ele finalmente exige a promessa de que Frankenstein construa uma fêmea para ele, prometendo por sua vez deixar a humanidade em paz e ir viver com a sua noiva nas selvas sul-americanas. Caso o cientista se recusasse, o monstro jura fazê-lo passar por tormentos inimagináveis. Extremamente contrariado, Frankenstein concorda e, ao voltar para Genebra, torna-se noivo de Elizabeth, partindo depois com Clerval à Inglaterra para cumprir sua promessa.
Na Grã-Bretanha, Frankenstein, após passar por Londres e algumas cidades da Escócia, onde as ciências naturais se encontravam mais avançadas, vai para uma das ilhas do arquipélago das Orkneys, onde começa a construir a fêmea. Entretanto, ele muda de ideia, temendo criar uma raça de monstros que pudesse se virar não só contra ele, mas contra toda a humanidade. Após fazer várias considerações, Frankenstein decide que ele tem que sofrer as consequências por seus atos e não a humanidade, destruindo a criatura incompleta. O monstro acompanha o ato, e jura se vingar, assassinando Clerval em seguida. Frankenstein chega a ser acusado do crime, mas é inocentado por possuir um forte álibi. Seu pai vem lhe buscar e ambos retornam à Suíça.
Mesmo devastado pela culpa e pela tristeza, Frankenstein se casa com Elizabeth e no mesmo dia sai para viajar em lua de mel. Na noite de núpcias, fica vigiando a casa, temendo um ataque da criatura contra ele, mas mesmo assim o monstro ataca Elizabeth e a estrangula. Frankenstein volta a Genebra, e, com a notícia da morte de Elizabeth, seu pai adoece e morre em seguida. Jurando vingança, ele passa então a perseguir sua criatura, que o leva através de uma longa caçada em direção ao norte, prosseguindo pelos mares congelados, onde eventualmente são avistados pelo capitão Walton e sua tripulação.
O navio dos exploradores fica preso no gelo, e Frankenstein, já bastante doente, acaba morrendo. O capitão Walton então surpreende a criatura na cabine, no leito de morte de seu criador, em prantos. Ela diz para Walton que não havia mais o que temer, pois seus crimes terminaram com a morte de Frankenstein, prometendo em seguida partir ao extremo Norte e lá cometer suicídio.

## Origem

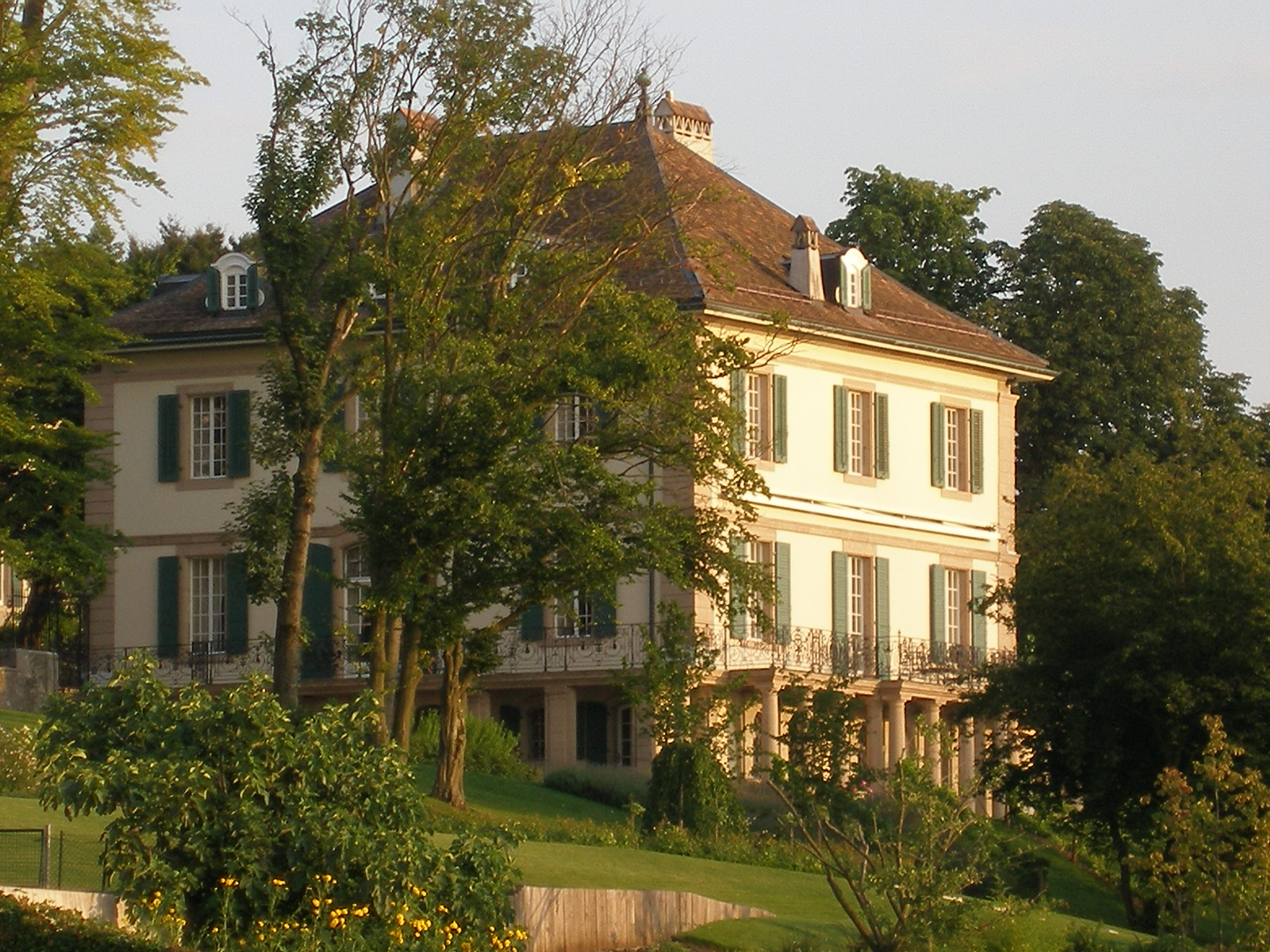
A Villa Diodati, residência de Lord Byron, onde Frankenstein começou a ser escrito

Em 1815, o Monte Tambora na ilha de Sumbawa, atual Indonésia, entrou em erupção. Como consequência, um milhão e meio de toneladas de poeira foram lançadas na atmosfera, bloqueando a luz solar, deixando o ano de 1816 sem verão no hemisfério norte.
Neste ano, Mary Shelley, então com 19 anos e ainda com o nome de solteira Mary Wollstonecraft Godwin, e seu futuro marido, Percy Bysshe Shelley, foram passar o verão à beira do Lago Léman, onde também se encontrava o amigo e escritor Lord Byron. Forçados a ficarem confinados por vários dias, os três já mencionados e mais outro hóspede, o também escritor John Polidori, passaram o tempo lendo uns para os outros historias de horror, principalmente histórias de fantasmas alemãs traduzidas para o francês.
Eventualmente, Lord Byron propôs que os quatro escrevessem, cada um, uma história de fantasmas. Byron escreveu um conto que posteriormente comporia a conclusão de seu poema "Mazzepa". Inspirado por outro fragmento de história de Byron desta época, Polidori mais tarde escreveria o romance O Vampiro, que seria a primeira história ocidental contendo o vampiro como conhecemos hoje, e que décadas depois inspiraria Bram Stoker no seu Drácula. Porém, passados vários dias, Mary Shelley ainda não conseguira criar uma história. Eventualmente ela veio a ter uma visão sobre um estudante dando vida à uma criatura. Essa visão tornou-se a base da história de Frankenstein, a qual Mary Shelley veio a desenvolver em um romance, encorajada pelo seu futuro marido.
Desta forma, é curioso notar que o Frankenstein e o Vampiro vieram a ter sua gênese literária na mesma ocasião.
Shelley relatou sua versão da gênese da história no prefácio à terceira edição de seu romance.

## O nome da criatura
Embora a cultura popular tenha associado o nome "Frankenstein" à criatura, esta não é nomeada por Mary Shelley. Ela é referida como “criatura”, “monstro”, “demônio”, “desgraçado” por seu criador. Após o lançamento do filme Frankenstein em 1931, o público passou a chamar assim a criatura. Isso foi adotado mais tarde em outros filmes. Alguns argumentam que o monstro é, de certa forma, um “filho” de Victor, portanto, pode ser chamado pelo mesmo sobrenome.
Frankenstein é o antigo nome de uma antiga cidade na Silésia, local de origem da família Frankenstein. Mary Shelley teria conhecido um membro desta família, o que possivelmente influenciou sua criação.

## Aparência
Ao contrário da forma como se tornou conhecida no cinema, a criatura de Frankenstein não era verde e sim amarela, como a própria autora o descreve no capítulo 5 da obra: "(...) Sua pele amarela mal cobria o relevo dos músculos e das artérias que jaziam por baixo; seus cabelos eram corrido e de um negro lustoso; seus dentes eram alvos como pérolas. Todas essas exuberâncias, porém, não formavam senão um contraste horrível com seus olhos desmaiados, quase da mesma cor acinzentada das órbitas onde se cravavam, e com a pele encarquilhada e os lábios negros e retos. (...)"

## Edições

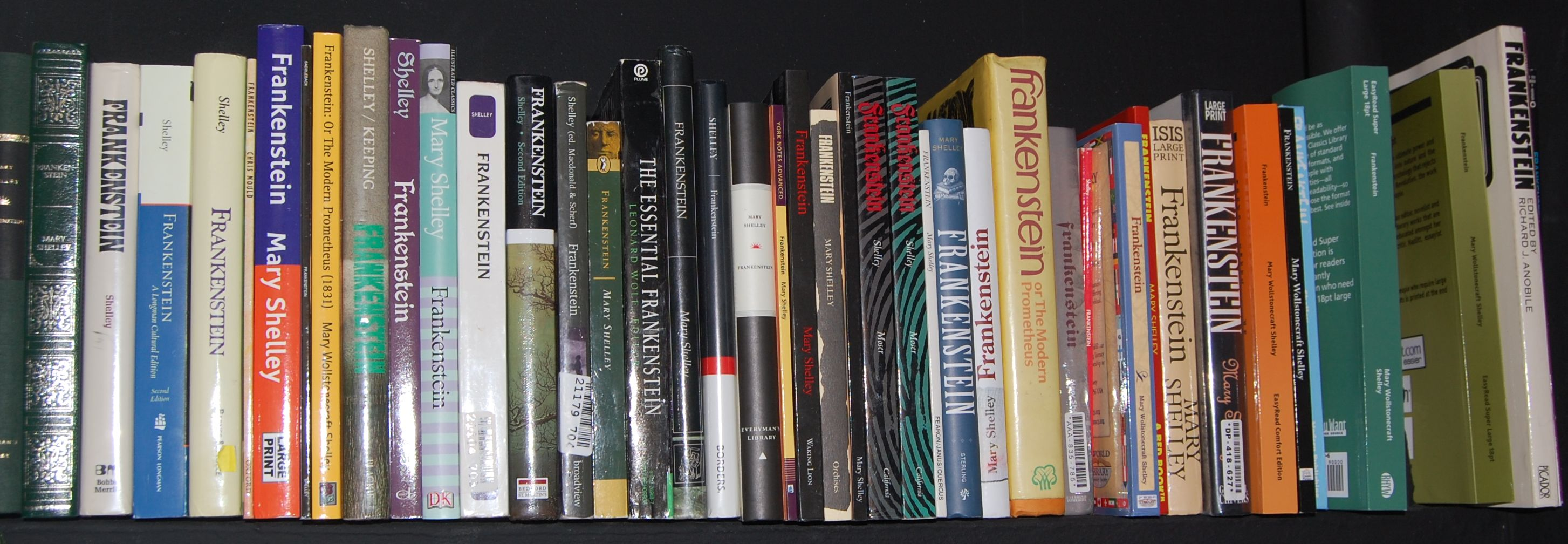
Conjunto de lombadas de diferentes edições da obra

Mary Shelley completou o romance em 1817 e Frankenstein ou o Moderno Prometeu foi publicado em 1 de janeiro  de 1818 por uma pequena editora de Londres, a Lackington, Hughes, Harding, Mavor & Jones, após ter sido rejeitada por duas outras editoras. A publicação não continha o nome da autora, somente um prefácio escrito por Percy Bysshe Shelley, seu noivo, e uma dedicatória a William Godwin, seu pai. A primeira edição foi feita em três volumes e teve impressas somente 500 cópias.
Apesar das críticas desfavoráveis, a edição teve um sucesso de público quase imediato. Ficou bastante conhecida, principalmente através de adaptações para o teatro, e a obra foi traduzida para o francês.
Em 2021, um exemplar da primeira edição do livro quebrou o recorde mundial para uma obra impressa escrita por uma mulher, ao ser leiloada por 1,17 milhão de dólares.
A segunda edição de Frankenstein foi publicada em 11 de agosto de 1823 em dois volumes, desta vez com o crédito como autora para Mary Shelley.
Em 31 de outubro de 1831 a editora Henry Colburn & Richard Bentley lançou a primeira edição popular em um volume. Esta edição foi significativamente revisada por Mary Shelley, e continha um novo e longo prefácio escrito por ela, relatando a gênese da história. Esta edição é a mais conhecida e mais usada como base para traduções.

## Temas
Frankenstein aborda diversos temas ao longo do texto, sendo o mais gritante a relação de criatura e criador, com óbvias implicações religiosas. Uma influência notável na obra é o poema Paraíso Perdido de John Milton, que aborda a criação do homem e sua subsequente queda. A influência torna-se explícita tanto através da epígrafe que cita três versos do poema, quanto aparecendo diretamente em Frankenstein: é um dos livros que a criatura lê.
A queda, ou a ruína, está bastante presente no livro de Shelley, que traça a destruição física e moral de Victor Frankenstein, e é aludida não só nas citações de Paraíso Perdido, como no próprio título da obra: O Moderno Prometeu. Prometeu é um personagem da mitologia grega, um titã que, ao roubar o segredo do fogo, o qual era reservado aos deuses, para doá-lo a humanidade, é severamente punido por Zeus. O paralelo com a trajetória de Victor Frankenstein é direto, e o livro deixa claro que o segredo da criação da vida a partir de matéria inanimada é de natureza divina.
O poder exercido pela humanidade sobre a Natureza através da ciência e da tecnologia é outro tema principal da obra, e encaixa-se no espírito da época, o estágio inicial da Revolução Industrial.
Outros temas são abordados com menos ênfase. A amizade verdadeira é tratada, com o Capitão Walton desejando tornar-se amigo de Victor, e Victor elaborando sobre ela ao se referir a sua amizade com Clerval.
Preconceito, ingratidão e injustiça também estão presentes. A criatura é sempre julgada por sua aparência, e agredida antes de ter uma chance de se defender. Em um episódio, o monstro salva uma garotinha inconsciente e, ao tentar devolvê-la para seu pai, é baleado e acusado de tê-la agredido. A inveja também aparece, ao subverter os bons sentimentos iniciais do monstro.
A expressão do sublime através da grandiosidade da Natureza é um tema caro ao Romantismo, e aparece em Frankenstein nas descrições das grandes planícies de gelo e das paisagens da Europa.
Por fim, a inevitabilidade do destino, tema muito desenvolvido na literatura clássica, é constantemente aludida ao longo do romance, que é uma obra que se presta a múltiplas interpretações e leituras.

### Aparência
Um dos aspectos a serem analisados no livro é a questão da aparência. No livro, Victor Frankenstein jamais se inteirou do paradeiro de sua criação, tendo o primeiro contato somente após a iniciativa por parte da criatura, que tentava dar fim a sua solidão causada por sua figura apavorante. O trecho do primeiro encontro após o abandono da criatura demonstra a repulsa e desprezo pela aparência do monstro:
Sua estatura, à medida que se aproximava, parecia exceder o normal. Senti-me perturbado. Uma névoa passou-me pelos olhos, e fui acometido de vertigem, mas não tardou que o sopro gelado das montanhas me refizesse. Tão logo a forma chegou à distância de ser distinguida, percebi — oh! visão odiosa e aterradora! — que era a aberração humana que eu criara. Impelido pela cólera e o horror, dispus-me, assim que estivesse ao meu alcance, a empenhar-me em luta mortal com ele. O demônio aproximou-se, ofegante. Havia em sua expressão um misto de amargura, malignidade e desdém, que o tornava ainda mais hediondo à contemplação humana. Não me detive, porém, a observá-lo. A surpresa tinha-me, a princípio, embargado a fala, e quando a recobrei foi para derramar sobre ele a torrente de meu ódio e repulsa.
A relação conturbada entre a criatura e o criador gira em torno da busca por vingança. O pavor gerado pela aparência do monstro leva a seu abandono, que, por vez, leva ao desejo de compensar a falta de afeto e consideração através do derramamento de sangue.
A abordagem romântica tem o horrível e a repulsa como característica. O horror como fonte de apreciação da beleza no gênero romântico alterou o padrão de estética da época. Dessa forma, o horror passou a integrar o entendimento do belo. A beleza do horrível reflete-se na criatura de Frankenstein, que concentra características desarmônicas e repulsivas.

A dinâmica central da relação opressor e oprimido origina-se na família, sendo depois encaminhada para a sociedade. A tentativa do monstro em adquirir conhecimento não foi suficiente para possibilitar seu convívio social. Quando o cego De Lacey conversa com a criatura, não há qualquer atitude que demonstre desconforto ou repulsa por parte do ancião. Em um dos trechos do diálogo entre os dois personagens, o "demônio" reflete sobre o preconceito:
Mas infelizmente têm preconceitos contra mim. Não que eu seja de má natureza. Minha vida até aqui tem sido inofensiva e, até certo ponto, benéfica. Mas um preconceito fatal lhes obscurece os olhos e, onde seria de esperar que eles vissem um amigo solidário e sensível, nada mais lhes aparece do que... um monstro, na acepção da palavra.
A percepção da criatura sobre sua própria existência é fortemente influenciada pelo tratamento recebido desde sua criação. Percebe-se, então, como vilão, limitado à sua condição marginal. A sua aparência repugnante leva ao indagamento “Devo eu ser visto como o único criminoso, quando toda a humanidade pecou contra mim?”. Começa a perceber que pouco importava a maneira como se portava perante os demais seres humanos, se com compaixão ou violência, pois nenhum benefício lograria de sua bondade, posta em segundo plano devido à sua aparência grotesca.

## Adaptações
O romance foi primeiramente adaptado para o teatro, e posteriormente para um grande número de mídias, incluindo rádio, televisão e cinema, além de quadrinhos.

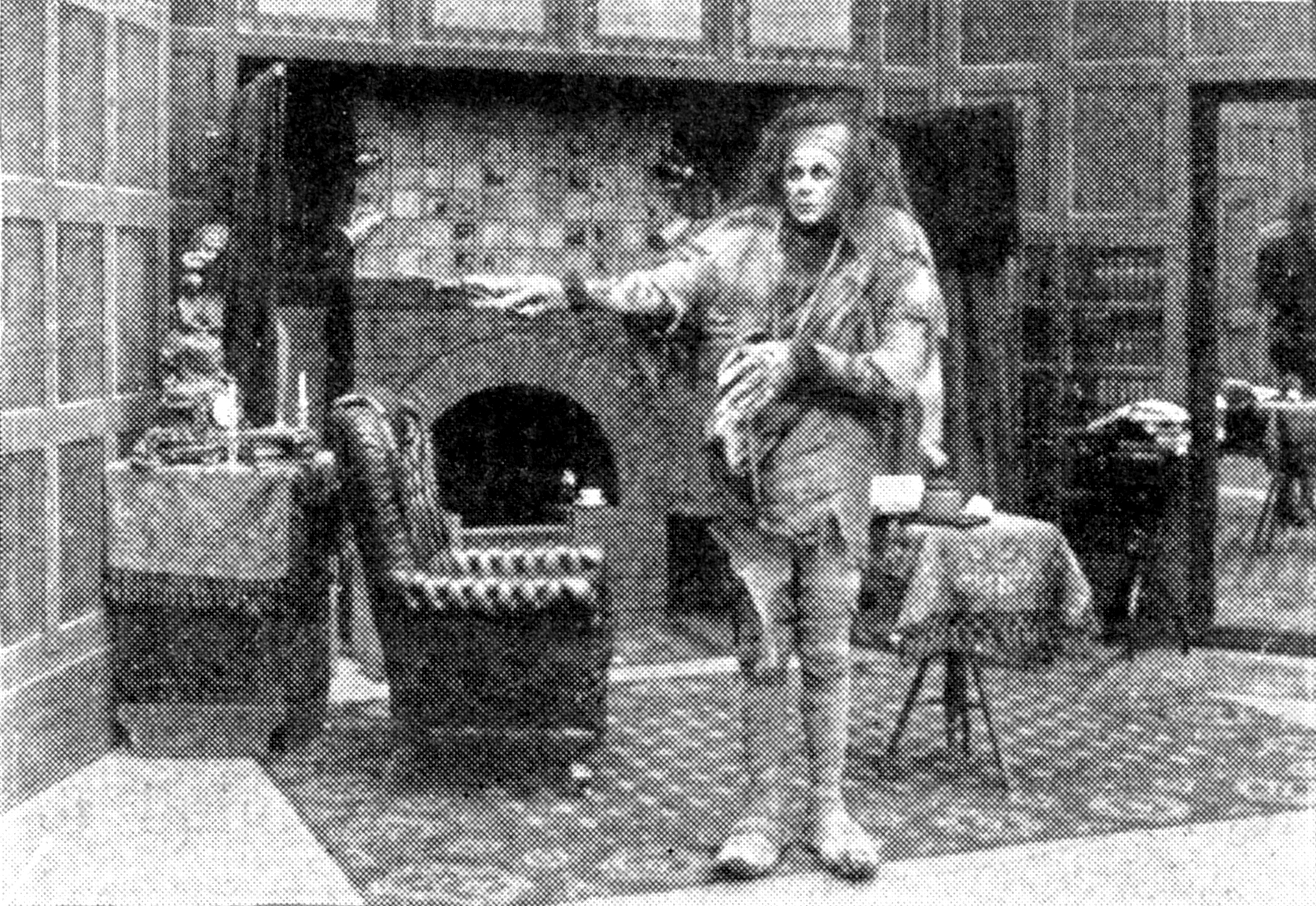
Thomas Edison realiza em 1910 a primeira adaptação cinematográfica da obra de Shelley

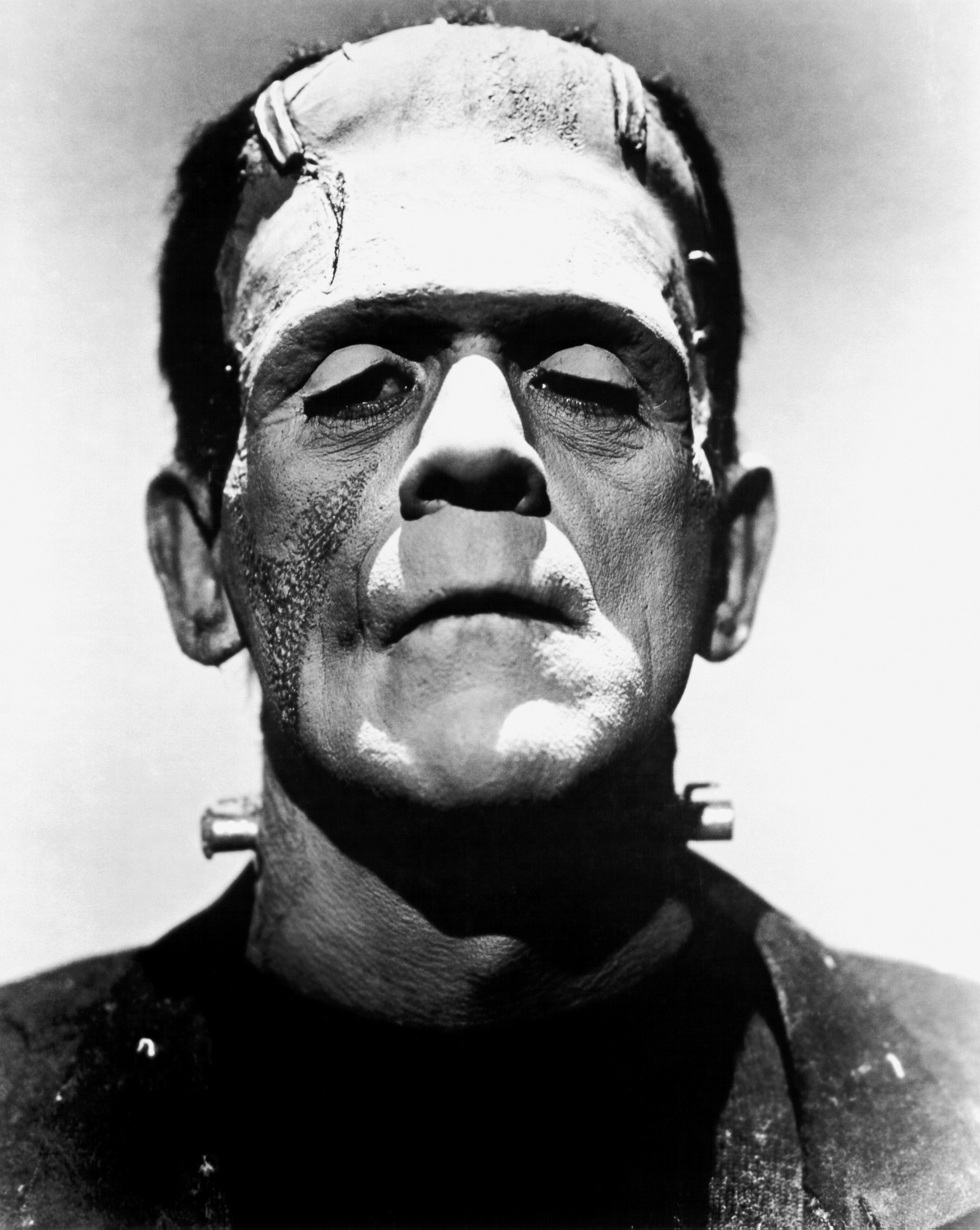
Boris Karloff como o monstro da Universal Studios no clássico filme Frankenstein (1931)

A primeira adaptação para o cinema foi feita pelos Edison Studios em 1910. Foi produzida por Thomas Edison e trazia Charles Ogle no papel da criatura. Uma das mais famosas transposições do romance para as telas é a realizada no filme Frankenstein (1931), pela Universal Pictures, dirigida por James Whale, com Boris Karloff como o Monstro. Esta adaptação deu a aparência mais conhecida do monstro, com uma cabeça chata, eletrodos no pescoço e movimentos pesados e desajeitados (apesar do livro descrever a criatura como extremamente ágil). Este filme tornou-se um clássico do cinema.
Um grande número de continuações seguiram-se, mas desta vez divergindo bastante da história narrada no romance. Em 1943 o personagem foi vivido por Bela Lugosi em Frankenstein Encontra o Lobisomem. Já em 1969 foi a vez de Peter Cushing estrelar a versão do diretor Terence Fisher que levou o título de Frankenstein tem que ser Destruído. Na década de 1980 o personagem voltaria em dois filmes: Frankenstein do diretor James Ormerod e Gothic, de Ken Russell.
Em 1974, Mel Brooks, lançou O Jovem Frankenstein (Young Frankestein), filme de comédia que faz paródia com a história. No filme, Gene Wilder é o neto de Victor Frankestein, e cria o monstro (Peter Boyle).
Em 1994 foi lançada uma adaptação cinematográfica dirigida por Kenneth Branagh de nome Mary Shelley's Frankenstein, com o próprio Branagh no papel de Victor Frankenstein, Robert De Niro como a criatura e Helena Bonham Carter como Elizabeth. Esta versão foi a que mais se aproximou da versão original, tendo a história, tempo e características idênticas ao livro e mínimas alterações. Em 2004 a criatura apareceu no filme Van Helsing, dirigido por Stephen Sommers.
As representações do Monstro e sua história têm variado bastante, de uma simples máquina de matar sem capacidade de reflexão a uma criatura trágica e plenamente articulada, o que seria mais próximo do retratado no livro.
O romance Frankenstein ainda serviu como inspiração para o filme Edward Mãos de Tesoura (1990), de Tim Burton, o qual inclui a participação de Johnny Depp como Edward.
Em novembro de 2015, uma nova versão foi lançada intitulada como Victor Frankenstein, com James McAvoy e Daniel Radcliffe como protagonistas.
Em 2018, a escola de samba Beija-Flor apresentou o enredo "Monstro é aquele que não sabe amar. Os filhos abandonados da pátria que os pariu" que foi baseado no romance que estava completando 200 anos.